# Euphyllodromia cerdai
Euphyllodromia cerdai är en kackerlacksart som beskrevs av Ramirez-Pérez 1993. Euphyllodromia cerdai ingår i släktet Euphyllodromia och familjen småkackerlackor.
Artens utbredningsområde är Venezuela. Inga underarter finns listade i Catalogue of Life.